# Stuhr
Stuhr è un comune indipendente di 33.200 abitanti della Bassa Sassonia, in Germania.
È il centro maggiore del circondario (Landkreis) di Diepholz (targa DH).
Oltre al capoluogo (Stuhr), il territorio comunale comprende le frazioni (Ortsteil) di Brinkum, Fahrenhorst, Groß Mackenstedt, Heiligenrode, Moordeich, Seckenhausen e Varrel.